# Poligono di Monte Romano
Il Poligono di Monte Romano è la più vasta area addestrativa dell'Italia centrale.
Il Poligono di Monte Romano è gestito dall’80º reggimento “ROMA”, un’unità atipica dell'Esercito Italiano, dislocato nella campagna fra Viterbo e Roma, in una ampia e moderna struttura nelle immediate vicinanze dell'abitato di Monte Romano in provincia di Viterbo. Il comprensorio della base logistica abbraccia un'area di circa 6 ettari, che sommati all'annesso Poligono di tiro portano l'estensione totale ad oltre 5000 ettari. Unità di punta, il Centro di Addestramento Tattico di 1º livello, che attraverso le competenze di personale specialistico e sistemi di simulazione live, provvede ad addestrare e preparare le forze terrestri per gli impieghi operativi, mediante alti livelli di realismo e scenari riferiti ai teatri operativi reali.

## Storia
Il Poligono di Monte Romano è una vasta area addestrativa che, già nella seconda metà degli anni cinquanta del secolo scorso, ospita un ente gestore dell'area che era un distaccamento alle dipendenza dell'VIII° COMILITER di Roma, e che successivamente è diventato autonomo con la denominazione di "Poligono di Monte Romano".
La struttura, inizialmente concepita solamente per gestire l'accasermamento di personale, ha assunto nel tempo una configurazione più complessa, prendendo in carico anche veicoli cingolati da combattimento da utilizzare da parte delle unità impiegate nel poligono.
Nel 1991, in seguito alla ristrutturazione dell'Esercito Italiano, venne riconfigurato in 9º Battaglione corazzato "M.O. Butera", in precedenza inquadrato nella Brigata motorizzata "Acqui", e in seguito alla trasformazione della Brigata da motorizzata in meccanizzata, è stato scorporato dalla Brigata di appartenenza lasciando la sua sede dell'Aquila e trasferendosi a Monte Romano.
Il 29 Settembre 1995, a seguito di provvedimenti di riordino dell'Esercito Italiano, il 9º Battaglione corazzato "M.O. Butera" venne sciolto e sostituito nella stessa sede dal Reparto Supporti Logistici Poligono di Monte Romano.

## Compiti
Il Reparto fornisce supporto logistico alle Unità dell'Esercito Italiano impegnate in esercitazioni, nazionali e NATO, fornendo alloggio e supporto logistico ai Reparti in addestramento nel poligono in termini di vettovagliamento, carburanti e quant'altro necessario.
Al fine di ridurre i costi dell'addestramento, il Reparto mantiene in efficienza un quantitativo di mezzi corazzati Leopard e da combattimento per la fanteria che vengono ceduti di volta in volta ai reparti in addestramento presso il poligono.
Nell'ampia area demaniale vengono ospitate unità corazzate, meccanizzate, blindate e d'artiglieria che vi svolgono esercitazioni in bianco ed a fuoco, diurne e notturne.
Nella vasta spianata di Piano Morgano esiste una zona lancio per paracadutisti, spesso utilizzata dai reparti della "Folgore" in addestramento al poligono. Il complesso è stato usato anche dalla 173rd Airborne Brigade Combat Team, unità di paracadutisti dell'United States Army che ha la sua base alla Caserma "Ederle" di Vicenza.

## Galleria d'immagini

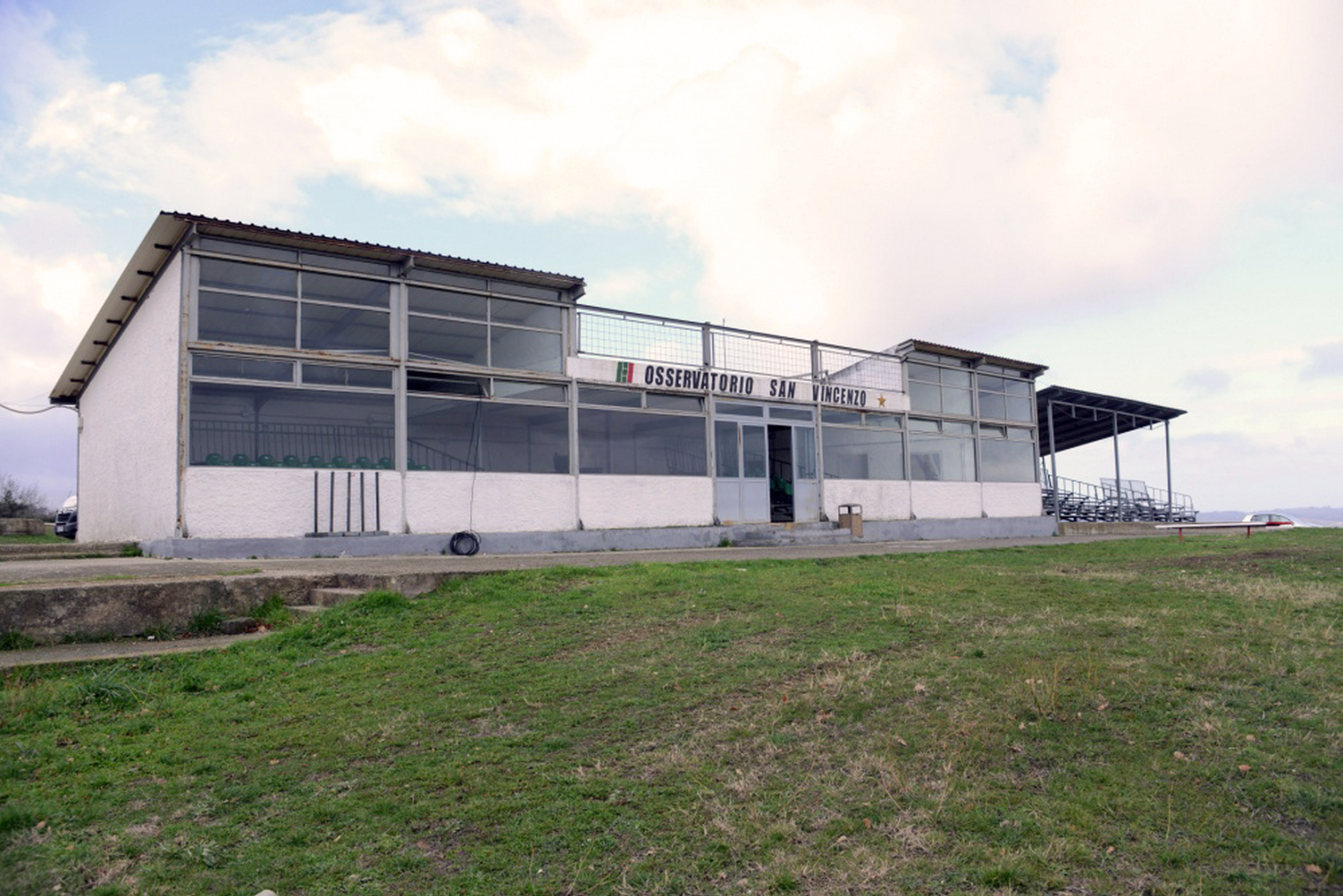
L'Osservatorio San Vincenzo
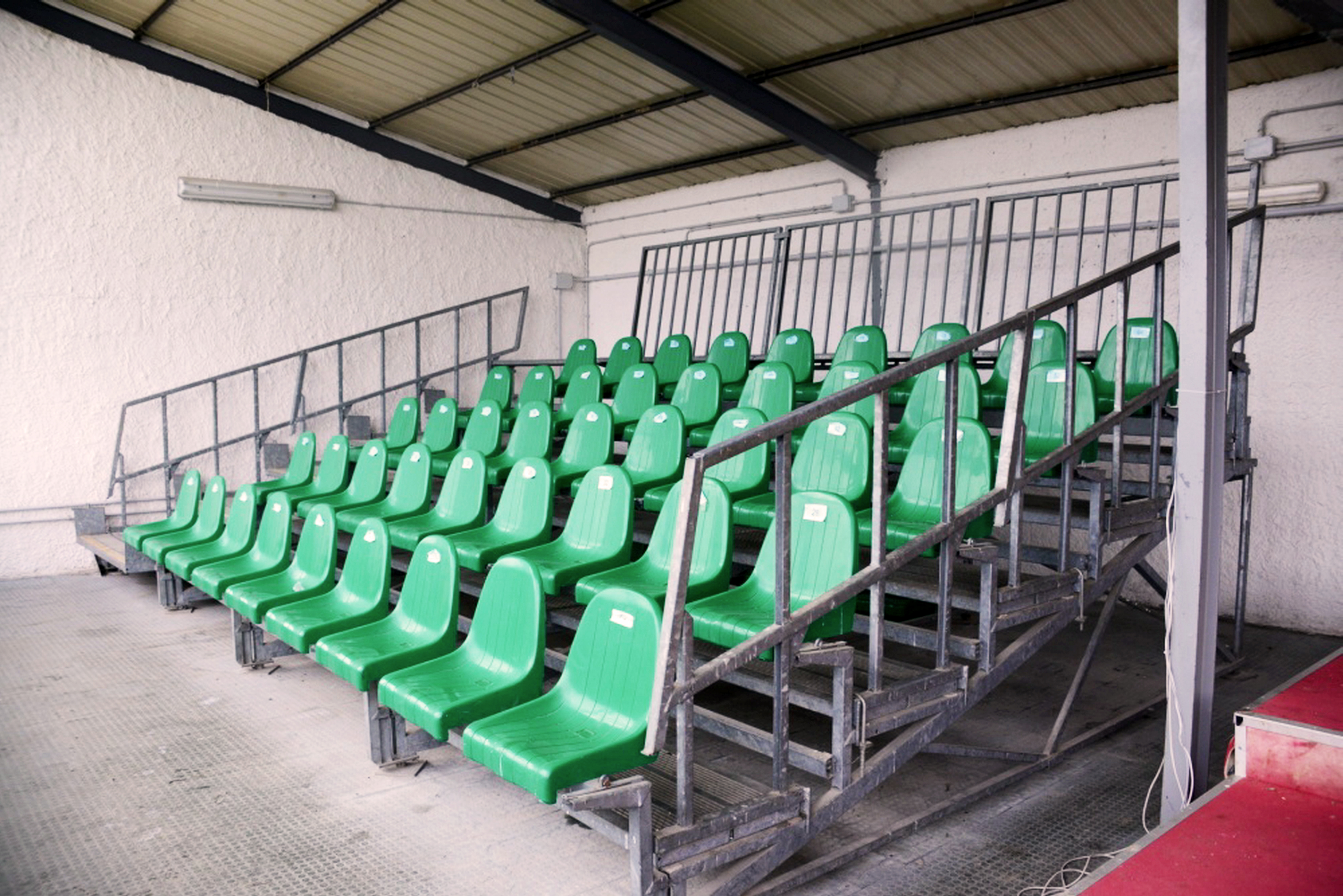
Sala dell'Osservatorio San Vincenzo
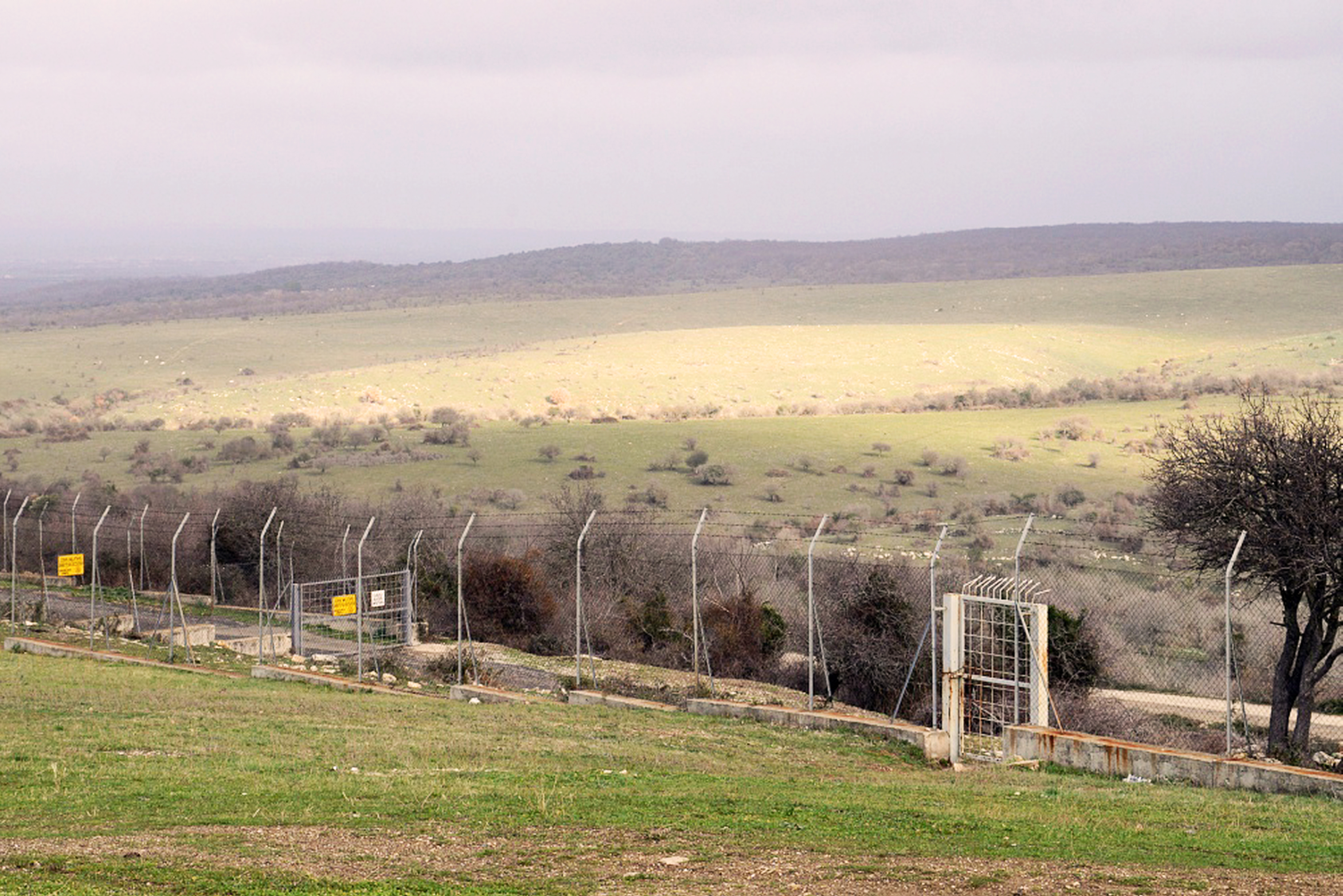
Panoramica
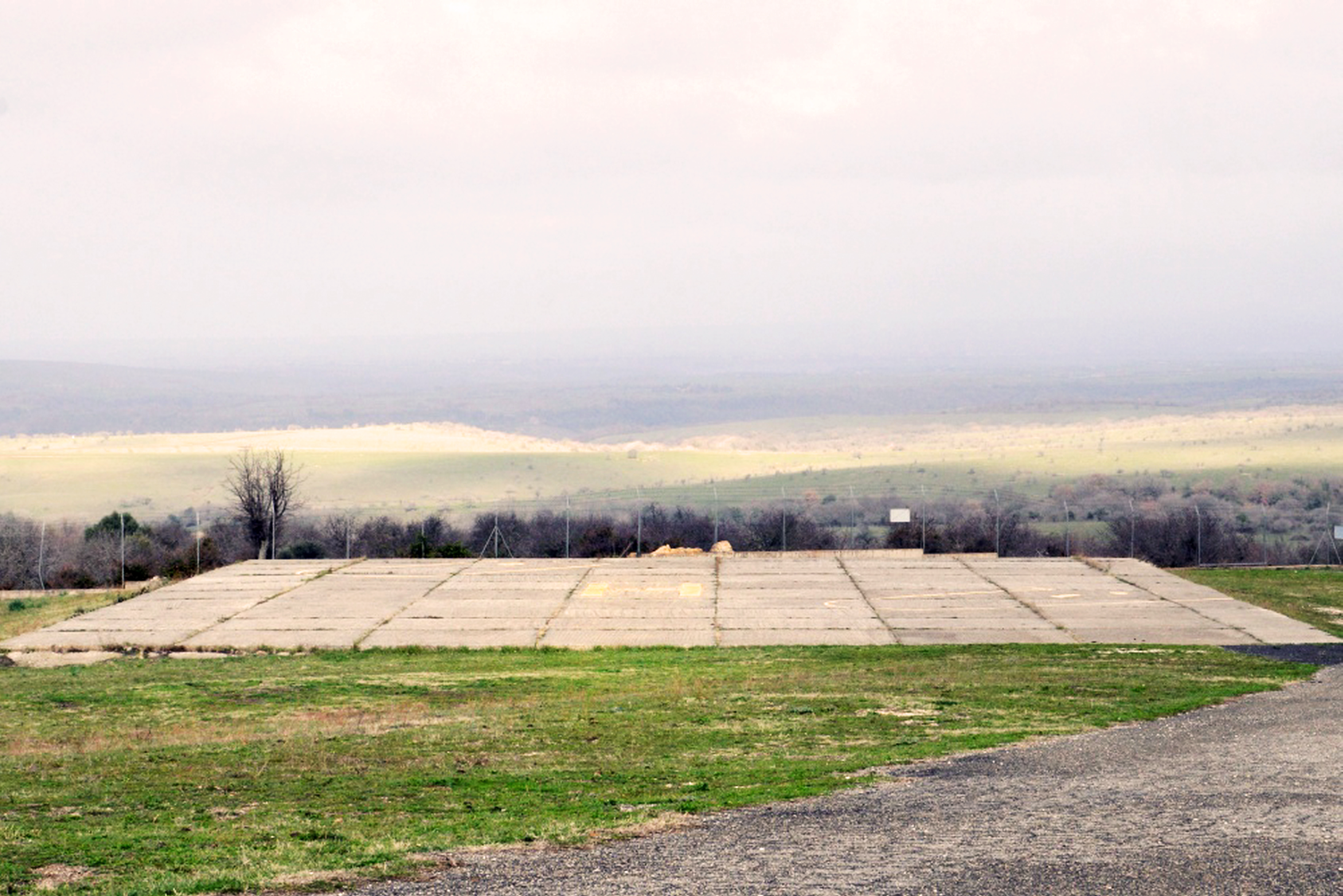
Piattaforma di atterraggio per elicotteri